# São Roque do Faial
A Freguesia de São Roque do Faial é uma freguesia portuguesa do Município de Santana, na Ilha da Madeira,  com 15,9 km² de área e 680 habitantes (censo de 2021). A sua densidade populacional é 42,8 hab./km².
O território da freguesia está encravado na base do Maciço Montanhoso Central, entre a Ribeira da Metade e a Ribeira do Castelejo. Tem como limites a noroeste, norte e leste a freguesia do Faial, a leste, sudeste e sul a freguesia do Porto da Cruz, a sul, sudoeste e oeste a freguesia do Monte, e a oeste e sudoeste a freguesia do Curral das Freiras.

## Demografia
A população registada nos censos foi:
| Distribuição da População por Grupos Etários | Distribuição da População por Grupos Etários | Distribuição da População por Grupos Etários | Distribuição da População por Grupos Etários | Distribuição da População por Grupos Etários |
| -------------------------------------------- | -------------------------------------------- | -------------------------------------------- | -------------------------------------------- | -------------------------------------------- |
| Ano                                          | 0-14 Anos                                    | 15-24 Anos                                   | 25-64 Anos                                   | > 65 Anos                                    |
| 2001                                         | 158                                          | 144                                          | 456                                          | 169                                          |
| 2011                                         | 104                                          | 88                                           | 385                                          | 159                                          |
| 2021                                         | 62                                           | 82                                           | 365                                          | 171                                          |

## Divisão Administrativa
- Achada do Cedro Gordo[6]
- Achada do Folhadal
- Cancela
- Chão do Cedro Gordo
- Fajã do Cedro Gordo
- Lombo Grande
- Lombo dos Palheiros
- Pico do Cedro Gordo
- Ribeiro Frio
- Serradinho
- Terreiros[7]

## Património
- Capela do Ribeiro do Frio, dedicada a Nossa Senhora de Fátima (1950-1955)
- Ponte na Ribeira da Metade separando a freguesia de São Roque do Faial da freguesia do Faial